# 学校法人森島学園 (静岡県)
学校法人森島学園（がっこうほうじんもりしまがくえん）とは、静岡県浜松市浜名区貴布祢232番地の3に本部を置く学校法人である。2006年7月に医療法人社団あずま会の浜松東病院を森島グループに統合し、今後浜松市に地域の医療・介護の拠点を構築する計画である。

## 概要
専門学校2校5学科を運営する。また、グループ法人の医療法人社団あずま会は浜松東病院、介護老人保健施設八幡の森、地域包括支援センター元浜、ケアプランセンター元浜などを運営している。

## 理念
基本理念として「人間としての資質の向上」や「心豊かな人格」の形成を謳い、医療の知識や技術を身につけるだけでなく、人として尊敬される人物の育成を志している。

## 沿革
1. 2001年(平成13年)3月　学校法人森島学園創立。
2. 2001年(平成13年)4月　専門学校浜松医療学院開校。
  - 厚生労働大臣により柔道整復師養成学校として認定される。
  - 厚生労働大臣によりはり師・きゅう師養成施設として認定される。
  - 初代理事長田村慎一就任。
3. 2003年(平成15年)4月　専門学校浜松医療学院2号館完成、附属治療院を２号館に移転する。
  - 初代理事長田村慎一退任。
  - 第２代理事長森島宏光就任。
4. 2004年(平成16年)4月　公益財団法人日本体育協会によりアスレティックトレーナー養成施設として認定される。
5. 2005年(平成17年)4月　富士リハビリテーション専門学校開校。
  - 厚生労働大臣により理学療法士・作業療法士養成施設として認定される。
6. 2006年(平成18年)7月　医療法人社団あずま会の浜松東病院を森島グループに統合する。
7. 2010年(平成22年)11月 学校法人森島学園創立10周年記念式典を実施。
8. 2012年(平成24年)11月 森島グループとして介護老人保健施設八幡の森を開設。

## 学校・学科
- 専門学校浜松医療学院
  - 柔道整復学科
  - 鍼灸学科
  - アスレティックトレーナー学科
- 富士リハビリテーション専門学校
  - 理学療法学科
  - 作業療法学科

## 関連施設
- 浜松医療学院附属臨床施設
- 元浜の森鍼灸接骨院
- 浜松東病院
- 介護老人保健施設八幡の森
- 地域包括支援センター元浜
- あずま会ケアプランセンター元浜
- グループホームえがおの里浜北
- グループホームありがとう一番町
- グループホームファミリア西脇
- グループホームハーモニーみずほ